# Savona Foot-Ball Club 1945-1946
Questa voce raccoglie le informazioni riguardanti il Savona Foot-Ball Club nelle competizioni ufficiali della stagione 1945-1946.

## Rosa
| N. |                   | Ruolo | Calciatore        |
| -- | ----------------- | ----- | ----------------- |
|    | Italia (bandiera) | D     | Calcagno          |
|    | Italia (bandiera) | P     | Luigi Caburri     |
|    | Italia (bandiera) | C     | Giovanni Cappelli |
|    | Italia (bandiera) | C     | Corsi             |
|    | Italia (bandiera) | A     | Luigi Dodi        |
|    | Italia (bandiera) | C     | Ferro             |
|    | Italia (bandiera) | C     | L. Ghersi         |
|    | Italia (bandiera) | A     | Labbate           |
|    | Italia (bandiera) | A     | Mario Ghiglione   |
|    | Italia (bandiera) | C     | Antonio Ivaldi    |
|    | Italia (bandiera) | A     | Lamberti          |

| N. |                   | Ruolo | Calciatore          |
| -- | ----------------- | ----- | ------------------- |
|    | Italia (bandiera) | C     | Giobatta Martini    |
|    | Italia (bandiera) | A     | Carlo Paoletti      |
|    | Italia (bandiera) | P     | Luigi Pendibene     |
|    | Italia (bandiera) | C     | Nicola Rossano      |
|    | Italia (bandiera) | A     | A. Siccardi         |
|    | Italia (bandiera) | C     | Amedeo Tomei        |
|    | Italia (bandiera) | D     | Francesco Varicelli |
|    | Italia (bandiera) | D     | Gino Vignolo        |
|    | Italia (bandiera) | D     | Mario Zanni         |
|    | Italia (bandiera) | D     | Corrado Zorzin      |